# 海洋サルベージ
海洋サルベージ（かいようサルベージ、英: Marine salvage）とは、海洋上で沈没した船舶の引き上げ回収を行うこと。通常は単にサルベージと呼ばれる。

## 概要
サルベージの意味は、狭義には、座礁、火災、衝突、傾斜、転覆などの危険に遭遇した船舶並びに積荷などの財貨を救助し、安全地にて安全な状態で船主他救助依頼者へ引き渡す請負い作業とされる。また、広義には、沈没した船舶の引き揚げや沈没船からの積荷の回収なども含めてサルベージと呼ぶこともある。両者を使い分けるため、前者を「ドライサルベージ」、後者を「ウェットサルベージ」と呼び習わしている。ドライサルベージの場合、世界的には、ロイズ保険の救助契約書式で契約されることが多いが、日本付近では日本海運集会所書式の契約書で契約することもある。　
日本における沈没船引揚げ第一号は、平戸港外で沈没したオランダ船をトーマス・グラバーの指導のもとに長崎の橋本商会（創業者・中津藩士橋本雄造）が行なったもの。

## 深海からのサルベージ

### プロジェクト・ジェニファー
1974年、アメリカ合衆国中央情報局は、水深5000mと推測される海底から、沈没したソビエト連邦の大型潜水艦のサルベージを試みた実績がある（詳細はプロジェクト・ジェニファーを参照のこと）。

### インドネシア海軍潜水艦の引き揚げ
2021年4月21日、インドネシア海軍の潜水艦ナンガラがロンボク海峡の水深850mの場所で沈没。中国海軍が引き上げに名乗りを上げ、潜水艦救難艦「永興島863」、科学調査船「探索2号」を現地に派遣して引き揚げに向けた作業を開始している。

### F-35Cの引き揚げ
2022年、アメリカ海軍の空母カール・ビンソンは南シナ海で訓練を実施中、F-35Cが着艦に失敗して海没する事故を起こした。アメリカはF-35Cの機体が中国などに引き揚げられ機密が流出することを危惧し、民間船をチャーターしてサルベージを開始。同年中に水深3780メートルの海底から機体を引き揚げることに成功した。

## 主な大型船の引き上げ費用

### コスタ・コンコルディアの座礁事故
2012年にイタリアのジリオ島沖でのコスタ・コンコルディアの座礁事故の例では、船体が横倒しになり露呈していたことから、当初は比較的安価に撤去が可能と推測されていた。しかし、搭載されていた大量の洗剤や燃料等の流出による海洋汚染が生じるリスクが懸念されることとなり、船体に浮揚に必要な構造体を設置した上で引き起こして離礁、解体場所のジェノバ港まで自立させて移動させる非常に大掛かりな工程となった。このため一連の費用は15億ユーロ（約2000億円）と見積もられている。

### セウォル号沈没事故
2014年にセウォル号沈没事故で沈没した船体の引き上げ事例（6825トン級の船体が水深約40m地点に沈没）では、韓国政府の競争入札に対して中国の上海サルベージと韓国企業が形成したコンソーシアムが851億ウォン（約84億6300万円）で落札。オランダ企業を中心とするコンソーシアムの見積もり額が1485億ウォン（約147億6800万円）であったことと比べれば破格の額であった。しかしながら上海サルベージの計画は、難工程の連続となり早々に破綻。結局、契約変更により工期は延長され、契約金額は916億ウォン（約91億1000万円）に上昇した。ただし、韓国政府が払わなかった部分も相当あり、最終的に上海サルベージ側が実際に負担した費用は、2800億ウォン（約268億円）に達したと推測されている。